# 楊貢
楊貢（1407年—？），字彥魁，號雪艇，江西撫州府樂安縣人，民籍，明朝政治人物。

## 生平
正統三年（1438年）戊午科江西鄉試第二十二名舉人，四年（1439年）中式己未科會試第二十六名，三甲第四十二名進士。以御史出任蘇州府知府。

## 家族
曾祖楊元卿；祖父楊仁可；父楊吾迪。